# Ken Jenkins
Ken Jenkins, född 28 augusti 1940 i Dayton, Ohio, är en amerikansk skådespelare. 
Mellan 2001 och 2010 spelade han rollen som Dr. Kelso i komediserien Scrubs. Mellan 2010 och 2015 hade han en roll i komediserien Cougar Town. Både Scrubs och Cougar Town skapades av Bill Lawrence.
Jenkins var gift 1958–1969 med Joan Patchen. Han är sedan 1 januari 1970 gift med Katharine Houghton  och har tre barn med henne.

## Filmografi (urval)
- 1983 – Stålets hjärta
- 1987 – Matewan
- 1988 – Den lille trollkarlen
- 1988 – Avfyrningsramp 7
- 1989 – Kvinnan utanför murarna
- 1989 – Ett val för livet
- 1989 – Avgrunden
- 1989 – Den djävulska planen
- 1989 – In Country
- 1989 – Star Trek: The Next Generation (TV-serie) (Säsong 3, avsnitt 1)
- 1990 – Iskallt spionage
- 1990 – Timmar att leva
- 1990 – Air America
- 1991–1993 – Kärlekens vindar (TV-serie)
- 1992 – Ett svårt val
- 1992 – Crossing the Bridge
- 1993 – And the Band Played On
- 1994 – Bitter Blood
- 1994 – Historien om Jenny
- 1994 – Dödlig ambition
- 1996 – Beslut utan återvändo
- 1996 – Last Dance
- 1996 – I sanningens namn
- 1996 – Last Man Standing
- 1998 – Thirst
- 1998 – Psycho
- 1999 – The Last Marshal
- 2000 – Gone in 60 seconds
- 2000 – Lucky Numbers
- 2001–2009 – Scrubs (TV-serie)
- 2001 – Skräddaren i Panama
- 2001 – I Am Sam
- 2002 – Clockstoppers
- 2002 – The Sum of All Fears
- 2010–2015 – Cougar Town (TV-serie)

Jenkins har även medverkat i TV-serierna Arkiv X, Chicago Hope, Beverly Hills, Babylon 5 m fl.